# Puokiojärvi
Puokiojärvi är en sjö i Finland. Den ligger i kommunen Puolango i landskapet Kajanaland, i den centrala delen av landet, 500 km norr om huvudstaden Helsingfors. Puokiojärvi ligger 153,4 meter över havet. Den är 14 meter djup. Arean är 3,64 kvadratkilometer och strandlinjen är 12,27 kilometer lång. Sjön  ingår i Uleälvens huvudavrinningsområde. 